# Episodi di XO, Kitty (prima stagione)
La prima stagione della serie televisiva XO, Kitty, composta da dieci episodi, è stata interamente pubblicata sulla piattaforma di streaming Netflix il 18 maggio 2023.
| nº | Titolo originale | Titolo italiano | Pubblicazione originale | Pubblicazione italiana |
| -- | ---------------- | --------------- | ----------------------- | ---------------------- |
| 1  | XO               | XO              | 18 maggio 2023          | 18 maggio 2023         |
| 2  | WTF              | WTF             | 18 maggio 2023          | 18 maggio 2023         |
| 3  | KISS             | KISS            | 18 maggio 2023          | 18 maggio 2023         |
| 4  | TGIF             | TGIF            | 18 maggio 2023          | 18 maggio 2023         |
| 5  | TBH              | TBH             | 18 maggio 2023          | 18 maggio 2023         |
| 6  | BYOB             | BYOB            | 18 maggio 2023          | 18 maggio 2023         |
| 7  | TIL              | TIL             | 18 maggio 2023          | 18 maggio 2023         |
| 8  | LFG              | LFG             | 18 maggio 2023          | 18 maggio 2023         |
| 9  | SNAFU            | SNAFU           | 18 maggio 2023          | 18 maggio 2023         |
| 10 | OTP              | OTP             | 18 maggio 2023          | 18 maggio 2023         |